# Tommy Trinder
Tommy Trinder est un comédien et comique britannique né le 24 mars 1909 à Streatham et mort le 10 juillet 1989 en Angleterre.

## Biographie
En 1975 Tommy Trinder reçu la Commander in the Order of the British Empire (voir Ordre de l'Empire britannique).

## Filmographie
- 1938 : Save a Little Sunshine
- 1938 : Almost a Honeymoon (en) de Norman Lee
- 1939 : She Couldn't Say No
- 1940 : Sailors Three
- 1940 : Laugh It Off
- 1942 : Un contremaître est allé en France (The Foreman Went to France) de Charles Frend
- 1943 : The Bells Go Down
- 1944 : Fiddlers Three
- 1944 : Champagne Charlie
- 1950 : Bitter Springs
- 1955 : You Lucky People
- 1959 : Make Mine a Million
- 1962 : These Are the Damned
- 1966 : Contest Girl
- 1974 : Barry McKenzie Holds His Own